# Copa Micronesia 1999
La Copa Micronesia 1999 (en inglés: Micronesian Cup) fue la primera y hasta ahora la única edición de la Copa Micronesia. Se disputó en Yap, isla en los Estados Federados de Micronesia. Solamente cinco equipos participaron en el torneo.

## Participantes
Solamente participaron 3 equipos en el torneo.
 Estados Federados de Micronesia
 Crusaders
 Islas Marianas del Norte

## Fase de grupos
El torneo empezó el 12 de julio. En el primer partido, jugó Micronesia contra las Islas Marianas del Norte. El partido terminó 7-0 a favor de Micronesia, con triplete de Igesumal, doblete de Percy Rasung, gol de Daniel y gol de Jerry Gorong. Después, en el siguiente partido en julio, jugó las Islas Marianas del Norte contra Crusaders. El resultado es desconocido. El último partido, jugó Micronesia contra Crusaders. Frente de 400 espectadores, Micronesia ganó 4-1 con goles de Jerry Gorong, Peter Paul Igesumal, Daniel y Percy Rasung y el marcador de Crusaders no se ha conocido.

## Final
El final se jugó el 19 de julio. Se enfrentó Micronesia contra Crusaders para definir quién gana la Copa Micronesia. En el último partido antes de la final, también enfrentaron los 2 equipos, que terminó 4-1 a favor de Micronesia. En la final, con 7 goles de Igesumal, Micronesia ganó 14-1 contra Crusaders y salió campeón del único torneo de la Copa Micronesia que se jugó.

## Resultados

### Fase de grupos
| Fecha       | Lugar |                          |                                            | Resultado |                                     |                          |
| ----------- | ----- | ------------------------ | ------------------------------------------ | --------- | ----------------------------------- | ------------------------ |
| 12 de julio | Yap   | Micronesia               | Bandera de Estados Federados de Micronesia | 7:0       | Bandera de Islas Marianas del Norte | Islas Marianas del Norte |
| julio       | Yap   | Islas Marianas del Norte | Bandera de Islas Marianas del Norte        | :         | Bandera de ?                        | Crusaders                |
| julio       | Yap   | Micronesia               | Bandera de Estados Federados de Micronesia | 4:1       | Bandera de ?                        | Crusaders                |

#### Tabla final
N = Número, Pt. = Puntos, PJ = Partidos Jugados, PG = Partidos Ganados, PE = Partidos Empatados, PP = Partidos Perdidos, GF = Goles a Favor, GC = Goles en Contra, DG = Diferencia de Goles. Cada partido ganado se suma 3 puntos, cada partido empatado se suma 1 punto, y cada partido perdido no se suman puntos.
| X | Equipo                   | Pt. | PJ | PG | PE | PP | GF | GC | DG  |
| - | ------------------------ | --- | -- | -- | -- | -- | -- | -- | --- |
| 1 | Micronesia               | 6   | 2  | 2  | 0  | 0  | 11 | 1  | +10 |
| 2 | Crusaders                | 0   | 1  | 0  | 0  | 1  | 1  | 4  | -3  |
| 3 | Islas Marianas del Norte | 0   | 1  | 0  | 0  | 1  | 0  | 7  | -7  |

Los equipos de verde clasificó  a la final.

### Final
| Fecha       | Lugar |            |                                            | Resultado |              |           |
| ----------- | ----- | ---------- | ------------------------------------------ | --------- | ------------ | --------- |
| 19 de julio | Yap   | Micronesia | Bandera de Estados Federados de Micronesia | 14:1      | Bandera de ? | Crusaders |

## General

### Tabla general
| X | Equipo                   | Pt. | PJ | PG | PE | PP | GF | GC | DG  |
| - | ------------------------ | --- | -- | -- | -- | -- | -- | -- | --- |
| 1 | Micronesia               | 6   | 3  | 3  | 0  | 0  | 25 | 2  | +23 |
| 2 | Crusaders                | 0   | 2  | 0  | 0  | 2  | 2  | 18 | -16 |
| 3 | Islas Marianas del Norte | 0   | 1  | 0  | 0  | 1  | 0  | 7  | -7  |

### Todos los resultados
| Fecha       | Lugar |                          |                                            | Resultado |                                     |                          |
| ----------- | ----- | ------------------------ | ------------------------------------------ | --------- | ----------------------------------- | ------------------------ |
| 12 de julio | Yap   | Micronesia               | Bandera de Estados Federados de Micronesia | 7:0       | Bandera de Islas Marianas del Norte | Islas Marianas del Norte |
| julio       | Yap   | Islas Marianas del Norte | Bandera de Islas Marianas del Norte        | :         | Bandera de ?                        | Crusaders                |
| julio       | Yap   | Micronesia               | Bandera de Estados Federados de Micronesia | 4:1       | Bandera de ?                        | Crusaders                |
| 17 de julio | Yap   | Micronesia               | Bandera de Estados Federados de Micronesia | 14:1      | Bandera de ?                        | Crusaders                |

## Goleadores
| Jugador             | Selección  | Goles |
| ------------------- | ---------- | ----- |
| Peter Paul Igesumal | Micronesia | 11    |
| Percy Rasung        | Micronesia | 3     |
| Daniel              | Micronesia | 2     |
| Jerry Gorong        | Micronesia | 2     |